# Velika nagrada Ženeve 1931
Velika nagrada Ženeve 1931 je bila osma neprvenstvena dirka za Veliko nagrado v sezoni 1931. Odvijala se je 7. julija 1931 v Meyrinu. Na isti dan so potekale tudi dirke za Veliko nagrado Rima in Lvova ter Eifelrennen.

## Rezultati

### Prva preddirka
Odebeljeni dirkači so se uvrstili v finale.
| Poz | Št | Dirkač              | Moštvo    | Dirkalnik          | Krogi | Čas/Odstop |
| --- | -- | ------------------- | --------- | ------------------ | ----- | ---------- |
| 1   | 15 | Pierre Veyron       | Privatnik | Bugatti T37A       | 16    | 1:09:37,8  |
| 2   | 34 | Edoard Roux         | Privatnik | Bugatti T37A       | 16    | + 1:28,2   |
| 3   | 23 | Hans Kessler        | Privatnik | Alfa Romeo 6C-1500 | 16    | + 3:21,0   |
| 4   | 19 | Guido Avondet       | Privatnik | Bugatti T37A       | 16    | + 5:24,2   |
| 5   | 16 | Giovanni Lurani     | Privatnik | Alfa Romeo 6C-1500 | 16    | + 9:51,2   |
| 6   | 20 | Jean-Pierre Wimille | Privatnik | Bugatti T37A       | 16    | + 10:22,2  |
| 7   | 18 | Mikael Angwerd      | Privatnik | Bugatti T37A       | 16    | + 16:46,2  |
| Ods | 22 | Jean Gaupillat      | Privatnik | Bugatti T37A       | 4     |            |

### Druga preddirka
Odebeljeni dirkači so se uvrstili v finale.
| Poz | Št | Dirkač            | Moštvo     | Dirkalnik          | Krogi | Čas/Odstop |
| --- | -- | ----------------- | ---------- | ------------------ | ----- | ---------- |
| 1   | 28 | Jean de Maleplane | Privatnik  | Bugatti T35C       | 16    | 1:09:20,0  |
| 2   | 35 | Minangoy          | Privatnik  | Bugatti T35C       | 16    | + 1:41,0   |
| 3   | 32 | Sergio Rusca      | Privatnik  | Alfa Romeo 6C-1750 | 16    | + 9:16,0   |
| 4   | 34 | Francesco Pirola  | Alfa Corse | Alfa Romeo 6C-1750 | 16    | + 10:59,0  |

### Tretja preddirka
Odebeljeni dirkači so se uvrstili v finale.
| Poz | Št | Dirkač               | Moštvo                     | Dirkalnik         | Krogi | Čas/Odstop |
| --- | -- | -------------------- | -------------------------- | ----------------- | ----- | ---------- |
| 1   | 38 | Marcel Lehoux        | Automobiles Ettore Bugatti | Bugatti T51       | 16    | 1:05:07,0  |
| 2   | 37 | Giovanni Lumachi     | Privatnik                  | Bugatti T35B      | 16    | + 2:13,0   |
| 3   | 42 | Fritz Caflisch       | Privatnik                  | Mercedes-Benz SSK | 16    | + 7:35,8   |
| 4   | 45 | Umberto Klinger      | Officine Alfieri Maserati  | Maserati 26M      | 16    | + 9:33,0   |
| Ods | 39 | Stanislas Czaykowski | Automobiles Ettore Bugatti | Bugatti T51       |       |            |

### Finale
| Poz | Št | Dirkač               | Moštvo                     | Dirkalnik          | Krogi | Čas/Odstop |
| --- | -- | -------------------- | -------------------------- | ------------------ | ----- | ---------- |
| 1   | 38 | Marcel Lehoux        | Automobiles Ettore Bugatti | Bugatti T51        | 27    | 1:47:42,0  |
| 2   | 37 | Giovanni Lumachi     | Privatnik                  | Bugatti T35B       | 27    | + 7:17,0   |
| 3   | 42 | Fritz Caflisch       | Privatnik                  | Mercedes-Benz SSK  | 27    | +13:34,0   |
| 4   | 23 | Hans Kessler         | Privatnik                  | Alfa Romeo 6C-1500 | 27    | + 16:17,6  |
| 5   | 34 | Francesco Pirola     | Alfa Corse                 | Alfa Romeo 6C-1750 | 27    | + 17:41,2  |
| 6   | 35 | Minangoy             | Privatnik                  | Bugatti T35C       | 26    | +1 krog    |
| Ods | 39 | Stanislas Czaykowski | Automobiles Ettore Bugatti | Bugatti T51        | 20    |            |
| Ods | 28 | Jean de Maleplane    | Privatnik                  | Bugatti T35C       | 13    | Motor      |
| Ods | 45 | Umberto Klinger      | Officine Alfieri Maserati  | Maserati 26M       | 11    | Vzmetenje  |
| Ods | 15 | Pierre Veyron        | Privatnik                  | Bugatti T37A       | 11    | Trčenje    |
| Ods | 32 | Sergio Rusca         | Privatnik                  | Alfa Romeo 6C-1750 | 5     | Motor      |
| Ods | 34 | Edoard Roux          | Privatnik                  | Bugatti T37A       |       | Sklopka    |